# Thoburnia hamiltoni
Thoburnia hamiltoni és una espècie de peix de la família dels catostòmids i de l'ordre dels cipriniformes.

## Morfologia
Pot assolir 18 cm de longitud total, encara que la seua mida normal és d'11,1.

## Reproducció
Té lloc probablement a l'abril i, possiblement també, a finals del març i principis del maig. Assoleix la maduresa sexual (els mascles abans que les femelles) als 2-3 anys de vida, depenent de la temperatura de l'aigua.

## Alimentació
Menja insectes aquàtics immadurs (efèmeres, tricòpters i dípters) i detritus.

## Hàbitat
És un peix d'aigua dolça, demersal i de clima temperat (38°N-37°N).

## Distribució geogràfica
Es troba a Nord-amèrica: el riu Dan a la conca del riu Roanoke (Virgínia i Carolina del Nord, els Estats Units).

## Estat de conservació
Apareix a la Llista Vermella de la UICN i les seues principals amenaces són el desenvolupament industrial i la sedimentació.

## Observacions
És inofensiu per als humans i la seua longevitat és de 5 anys.